# VY Водолея
VY Водолея (лат. VY Aquarii) — карликовая новая, двойная катаклизмическая переменная звезда типа SU Большой Медведицы (UGSU) в созвездии Водолея на расстоянии приблизительно 450 световых лет (около 138 парсеков) от Солнца. Видимая звёздная величина звезды — от +17,52m до +10m.

## Характеристики
Первый компонент — аккрецирующий белый карлик спектрального класса pec(UG). Эффективная температура — около 7052 К.